# كوهي أوكونو
كوهي أوكونو (باليابانية: 奥野 耕平) (3 أبريل 2000 في هيوغو في اليابان – )؛ هو لاعب كرة قدم سابق كان يلعب كلاعب وسط.

## وصلات خارجية
- كوهي أوكونو على موقع الاتحاد الدولي (مؤرشف)  (الإنجليزية)
- كوهي أوكونو على موقع رابطة كرة القدم اليابانية للمحترفين (اليابانية)
- كوهي أوكونو على موقع قاعدة بيانات كرة القدم.إي يو (الإنجليزية)
- كوهي أوكونو على موقع Soccerway.com (الإنجليزية)
- كوهي أوكونو على موقع عالم كرة القدم.نت (الإنجليزية)